# جيريت فان فورست
جيريت فان فورست (بالهولندية: Gerrit van Voorst)‏ (18 يوليو 1910 – 13 نوفمبر 1986) هو سبّاح هولندي راحل، مثّل بلاده في الألعاب الأولمبية الصيفية 1928.

## روابط خارجية
جيريت فان فورست على موقع الاتحاد الدولي للسباحة (الإنجليزية)
- جيريت فان فورست على موقع أوليمبيديا (الإنجليزية)